# WOH G64
WOH G64 è una stella rossa della costellazione del Dorado, che appartiene alla vicina galassia della Grande Nube di Magellano. Dista circa 163000 anni luce dal sistema solare.
Inizialmente il raggio fu stimato essere 2 000 volte quello del Sole, tuttavia osservazioni sulla stella nel 2009 da parte di Emily M. Levesque e i suoi colleghi, hanno stimato un diametro inferiore, pari a 1 540 volte quello solare, mentre sempre nel 2009, la stima di Ohnaka et al. fu di 1730 R⊙.

## Caratteristiche
WOH G64 è una stella supergigante rossa di tipo spettrale M7,5 1. Dai primi studi, la sua enorme luminosità (500 000 volte la luminosità solare) e la sua massa (40 volte quella del Sole), parevano incompatibili con la sua bassa temperatura superficiale, ritenuta, grazie a misure di tipo spettroscopico, di 3200 K. Studi successivi hanno mostrato che l'astro è circondato da uno spesso disco di polveri, che riduce la luminosità del corpo celeste di un fattore 2; di conseguenza, WOH G64 brilla solamente come 280 000 Soli. Allo stesso modo, la sua massa stimata attualmente è circa la metà di quella stimata inizialmente: 25 M⊙, un valore più concorde con i modelli dell'evoluzione stellare.
Il limite interno del disco è posto a 120 au dalla stella, mentre il confine esterno si trova a quasi un anno luce dalla stella (quasi 60000 au).
Gli astrofisici ritengono che la stella abbia perso, tramite il vento, una quantità di materia compresa tra il 10 e il 40% della sua massa, mentre si avvia a concludere la propria esistenza esplodendo in supernova. Si pensa che tale avvenimento accadrà entro i prossimi 10000 anni.
La stella, osservata spettroscopicamente nel 2024 mediante lo strumento GRAVITY dell'ESO, ha evidenziato una sensibile attenuazione di luminosità in corso nell'ultimo decennio, unitamente a un grumo allungato di polvere circondante l'astro, la cui forma sarebbe riconducibile a perdita di materia o a causa dell’influenza di una stella compagna ignota.